# Seliștea (okręg Botoszany)
Seliștea – wieś w Rumunii, w okręgu Botoszany, w gminie Mileanca. W 2011 roku liczyła 374 mieszkańców.